# Юре Кошир
Юре Кошир (словен. Jure Košir; нар. 24 квітня 1972) — словенський гірськолижник. Спеціалізувався на слаломі, гігантському слаломі і супергіганті.

## Кар'єра
Першим міжнародним успіхом був титул чемпіона світу серед юніорів в супергіганті, виграний у 1991 році. У сезоні 1993/94 завоював бронзову медаль на зимових Олімпійських іграх у Ліллегаммері і фінішував на третьому місці Кубка світу у слаломі.
За кар'єру здобув три перемоги на етапах Кубка світу у слаломі. У грудні 1993 року виграв у італійському Мадонна-ді-Кампільйо, а у січні 1999 року переміг в словенській Кранській Горі та австрійському Кіцбюелі.
Найкращий спортсмен року Словенії у 1994 році .
Завершив кар'єру в 2006 році.
В середині 1990-х записав кілька пісень в стилі реп, одна з яких називалася «Іноді я катаюся на лижах швидко, а іноді повільно». Був учасником групи «Dog's cartel».

### Перемоги на утапах Кубка світу
| № | Дата           | Місце                       | Дисципліна |
| - | -------------- | --------------------------- | ---------- |
| 1 | 20 грудня 1993 | Італія Мадонна-ді-Кампільйо | Слалом     |
| 2 | 6 січня 1999   | Словенія Кранська Гора      | Слалом     |
| 3 | 24 січня 1999  | Австрія Кіцбюель            | Слалом     |